# Yonatan Nir

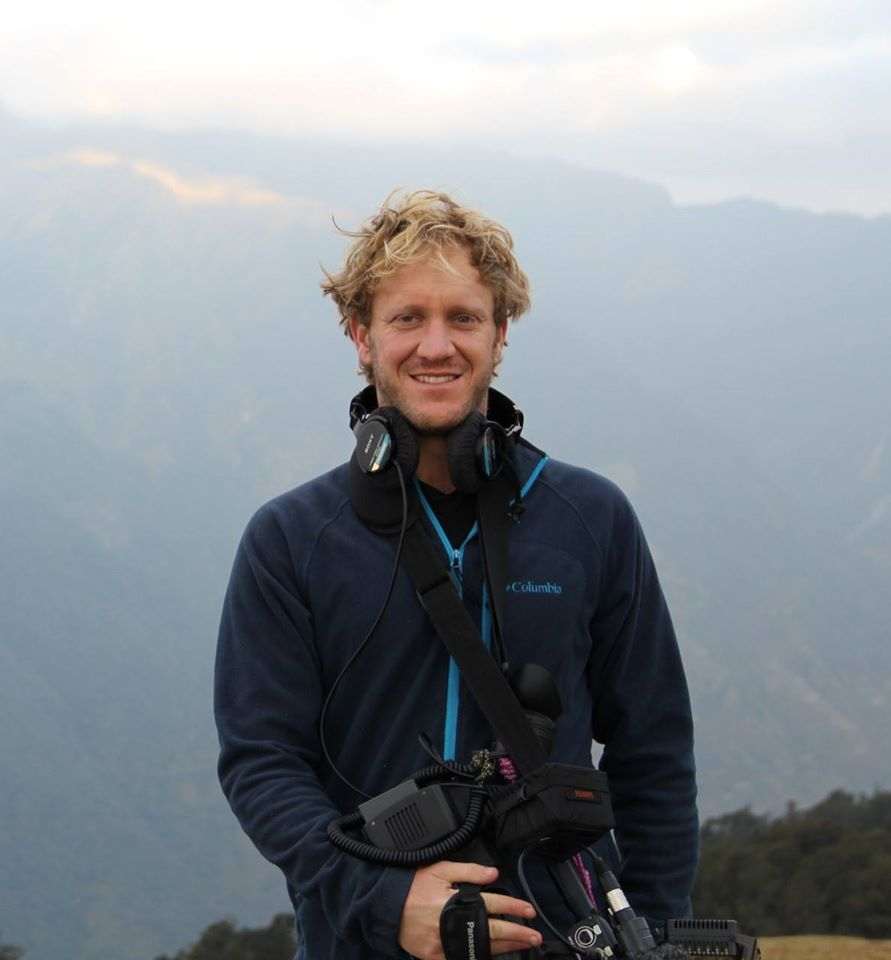
Yonatan Nir – Israelischer Dokumentarfilmregisseur

Yonatan Nir (geboren 22. April 1977 in Israel) ist ein israelischer Dokumentarfilmregisseur und Produzent sowie ein ehemaliger Fotojournalist.

## Biografie
Yonatan Nir wuchs im Kibbuz HaZore'a im Norden Israels auf. Er diente in einer Elitekommandoeinheit und wurde während des Libanonkrieges 2006 verletzt, an dem er als Reservesoldat teilnahm. Diese Erfahrung veranlasste ihn, sich für Posttrauma und Rehabilitation zu interessieren. wiederkehrende Themen in seinen Filmen.
Nir begann seine berufliche Laufbahn als Unterwasserfotograf und Fotojournalist und arbeitete für eine Reihe von Medien, darunter Haaretz, Yedioth Ahronoth und Asian Geographic. Nir ist Absolvent der Camera Obscura School of Art in Tel Aviv, wo er sich auf Film und Fernsehen spezialisierte.
Nir war Co-Produzent und Co-Regisseur seines Debütfilms Dolphin Boy (2011) zusammen mit Dani Menkin. Die Remake-Rechte des Films wurden 2012 von Disney Pictures erworben.
Nirs Filme wurden mehrfach ausgezeichnet, darunter der Best Documentary Film Award und der Audience Choice Award beim Santa Barbara International Film Festival, der Honorary Mention Award beim Woodstock Film Festival und der Best International Director Award beim Documentary Edge Festival in Neuseeland.
Nir hat weltweit über 1.200 Vorträge gehalten. Im Januar 2020 sprach er bei TEDxSavyon über Docutherapy und die Kraft des Films bei posttraumatischem Wachstum.
Nir lebt mit seiner Frau und drei Töchtern im Kibbuz Ramot Menashe.

## Filmographie
Dolphin Boy (2011) – erzählt die Geschichte von Morad, einem Jungen, der sich in Eilat einer 3-jährigen Delfintherapie unterzieht, nachdem er angegriffen wurde und an einer posttraumatischen Belastungsstörung leidet.
My Hero Brother (2016) – erzählt die Geschichte einer Gruppe junger Menschen mit Down-Syndrom, die sich mit ihren Geschwistern auf den Weg zum Gipfel des Himalaya machten.
The Essential Link: Die Geschichte von Wilfrid Israel (2017) – erzählt die Geschichte eines reichen jüdischen Geschäftsmanns und Besitzers von Berlins größtem Kaufhaus in den 1930er Jahren, der während des Zweiten Weltkriegs an der Rettung von 20.000 Juden beteiligt war.
Bild seines Lebens (2019) – erzählt die Geschichte von Amos Nachoum, einem Naturfotografen, der noch einen letzten fotografischen Traum hat: einen Eisbären unter Wasser zu fotografieren, während er daneben schwimmt.
Weitere Filme sind Beyond the Boundaries und Cutting the Pain (Jenseits der Grenzen und Den Schmerz schneiden).

## Auszeichnungen
Dolphin Boy:
- Jerusalem Film Festival 2011 – Sonderpreis
- 2011 Israeli Academy Awards – Final Nominee
- 2011 Mind Media Awards – Final Nominee
- 2012 Woodstock International Film Festival – Sonderpreis
- 2012 Washington Jewish Film Festival – Publikumspreis
- 2012 Brooklyn Israel Film Festival – Publikumspreis
- 2012 Dayton Jewish International Film Festival – Publikumspreis
- 2012 Cinema for Peace Awards – Final Nominee
- 2012 Marseille Underwater Film Festival – Bester Dokumentarfilmpreis
- Millennium Film Festival 2012 – Publikumspreis

Mein Heldenbruder:
- Santa Barbara Internationales Filmfestival 2017 – Bester Dokumentarfilmpreis
- Internationales Filmfestival Santa Barbara 2017 – Publikumspreis
- 2017 Doc Edge International Film Festival – Preis für den besten internationalen Regisseur
- 2017 Wasatch Mountain Film Festival – Preis für soziales Bewusstsein
- Jüdisches Filmfestival Cherry Hill 2017 – Publikumspreis
- Jüdisches Kunst- und Filmfestival 2017 in Fairfield County – Publikumspreis
- 2018 Bosifest Film Festival – Sonderpreis
- 2018 Philadelphia Jewish Film Festival – Publikumspreis
- 2018 Carpentras Israeli Film Festival – Bester Dokumentarfilmpreis
- 2018 International Breaking Down Barriers Film Festival – Preis für den besten Film über die Liebe
- 2019 Cannes International Festival Entr'2 Marches – Publikumspreis Georges Lautner

Das lebenswichtige Bindeglied: Die Geschichte von Wilfrid Israel:
- 2018 Philadelphia Jewish Film Festival – Publikumspreis
- 2018 New Hampshire Jewish Film Festival – Publikumspreis

Bild seines Lebens:
- 2019 Syracuse International Film Festival – Publikumspreis
- 2019 Gold Coast International Film Festival – Bester Dokumentarfilmpreis
- 2019 Gold Coast International Film Festival – Publikumspreis
- Jüdisches Filmfestival von San Francisco 2019 – Publikumspreis
- Israel Film Festival 2019, Los Angeles – Bester Dokumentarfilmpreis
- 2019 Chicago Festival des israelischen Kinos – Audience Choice Award

Fotografiepreise:
- 2009 Asian Geographic Best of the Decade Award für Fotojournalismus